# Дел Сол (Тексас)
Дел Сол (енгл. Del Sol) насељено је место без административног статуса у америчкој савезној држави Тексас.

## Демографија
По попису из 2010. године број становника је 239.
| Група             | 2000.    | 2010.       |
| Белци             | 0 (0,0%) | 38 (15,9%)  |
| Афроамериканци    | 0 (0,0%) | 1 (0,4%)    |
| Азијати           | 0 (0,0%) | 1 (0,4%)    |
| Хиспаноамериканци | 0 (0,0%) | 200 (83,7%) |
| Укупно            | 0        | 239         |